# Бой под Карповой балкой
Бой под Карповой балкой 10—11 ноября 1920 года — одно из последних сражений Русской армии Врангеля, предопределивших участь Крыма.

## Предыстория

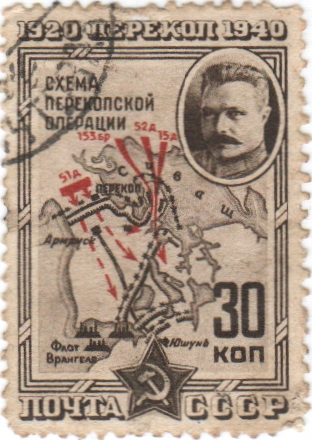
Почтовая Марка 1940 года со схемой Перекопской операции

В ночь на 8 ноября 1920 года части 6-й советской армии (15-я и 52-я стрелковые дивизии, 153-я  и отдельная кавалерийская бригады из состава 51-й стрелковой дивизии) в количестве 20 тыс. бойцов при 350 пулемётах и 36 орудиях внезапной атакой через обмелевший Сиваш выбила с Литовского полуострова отдельную Кубанскую казачью бригаду М. А. Фостикова (1,5 тысячи бойцов при 12 орудиях), выйдя в тыл позиций, которые занимали белые на Турецком валу, и начали наступление на Армянск. В ночь с 8 на 9 ноября части Русской армии Врангеля оставили Турецкий вал и отошли на вторую линию обороны, к Юшуни.
С утра 9 ноября части 6-й армии, не встречая сопротивления, вышли ко второй линии обороны белых. 51-я дивизия — против I АК (Корниловская и Дроздовская дивизии) на участке от Каркинитского залива до озера Красное; 52-я и 15-я дивизии — против II АК и Сводного конного корпуса на участке между озером Красное и Сивашем. Прорвать насыщенную пулемётными и артиллерийскими подразделениями оборону белых с ходу не удалось, и к 24:00 9 ноября красные расположились в 1 км от позиций Русской армии, рассчитывая возобновить атаку с утра, когда 51-я дивизия будет усилена выдвигавшейся из тыла Латышской стрелковой дивизией.

## Силы сторон

### Белые
- Кубанская казачья бригада (генерал М. А. Фостиков)
- 1-я и 2-я дроздовские дивизии (генерал А. В. Туркул)
- Сводный кавалерийский корпус (генерал И. Г. Барбович)

### Красные
- 15-я Инзенская стрелковая дивизия (И. И. Раудмец)
- 52-я стрелковая дивизия (М. Я. Германович)
- 153-я стрелковая бригада 51-й Стрелковой дивизии (Б. В. Круглов)
- Отдельная кавалерийская бригада (А. Л. Бадин)
- Латышская стрелковая дивизия (Ф. К. Калнин)

## Ход боевых действий
На рассвете 10 ноября 51-я дивизия, не дождавшись подкреплений, атаковала позиции белых и овладела первыми двумя линиями траншей. Уступом за ней развернулась и перешла в наступление подошедшая Латышская дивизия. 15-я и 52-я дивизия также перешли в наступление и сбили с позиций 13-ю пехотную дивизию белых, но были остановлены артиллерийско-пулемётным огнем, а затем фланговым контрударом со стороны Сиваша отброшены к Литовскому полуострову. К ночи на 11 ноября правофланговые части красных и белых угрожали перерезать коммуникации вырвавшихся вперёд левофланговых частей друг друга, причем белая конница Барбовича, продолжая наступление, могла выйти в тыл всей группировки 6-й красной армии.
С рассветом 51-я и Латышская дивизии красных вновь атаковали позиции под Юшунью. Бросив в контратаку против них Терско-Астраханскую бригаду генерал-майора Агоева, Барбович основными силами своего корпуса атаковал 15-ю и 52-ю дивизии красных, но удар был остановлен 7-й и 16-й кавалерийскими дивизиями и отрядом махновцев, сосредоточившимися за ночь на Литовском полуострове, после чего к вечеру правый фланг белых был отброшен за озеро Круглое, а левый — на 6-7 километров к югу от Юшуни.
В ночь с 11 на 12 белые начали отводить свои части на юг.

## Упоминания в художественной литературе

### М. А. Булгаков «Бег»
Х л у д о в. Ах вот как! А у кого бы, ваше высокопревосходительство, ваши солдаты на Перекопе вал удерживали? У кого бы Чарнота в эту ночь с музыкой с Чонгара на Карпову балку пошел? Кто бы вешал? Вешал бы кто, ваше высокопревосходительство?— Булгаков Михаил Афанасьевич. Бег (АСТ, 2020)